# Peças de teatro de Machado de Assis
O teatro de Machado de Assis refere-se à toda produção teatral do escritor brasileiro. Essas peças não usufruem nem usufruíram de maior admiração crítica e popular tanto quanto seus romances e contos, no entanto muitas vezes são alvo de análise. Antes mesmo de escrever sua primeira peça, Machado frequentou muitos teatros cariocas e escreveu críticas ao que concerne a interpretação dos artistas, a decoração e os figurinos dos espetáculos. Em seu trabalho crítico O Passado, o Presente e o Futuro da Literatura (1858) lamentou nas linhas finais o demasiado uso de traduções nos palcos brasileiros, o que o motivou a buscar uma formação de teatro voltada a questões nacionais.

## Visão geral
As peças teatrais machadianas foram publicadas entre 1860 a 1906 e são comédias satíricas onde os personagens são geralmente da alta burguesia, cultos, espirituosos e elegantes que "mantêm diálogos aos quais não faltam chistes, bom humor e ironia refinada".

## Lista de peças
- Hoje Avental, Amanhã Luva (1860)[nota 1]
- Desencantos (1861)
- O Caminho da Porta (1863)
- O Protocolo (1863)
- Quase Ministro (1864)
- As Forcas Caudinas (1865/1956)[nota 2][4]
- Os Deuses de Casaca (1866)
- Tu, só tu, puro amor (1880)
- Não Consultes Médico (1896)
- Lição de Botânica (1906)

Além das peças acima, há outros escritos que devem ser considerados quando se trata da obra dramática de Machado de Assis:
- Odisséia dos Vinte Anos:

Uma peça inacabada, publicada em março de 1860, após Hoje Avental, Amanhã Luva, no periódico A Marmota.
- Queda que as mulheres têm para os tolos:

Texto de 1861, geralmente listado erroneamente no volume do teatro completo do autor, onde não deveria estar, visto tratar-se de um ensaio traduzido.
- Suplício de uma Mulher:

Uma tradução feita por Machado da peça Le Supplice d’une femme, de Alexandre Dumas e Émile de Girardin, encenada no mesmo ano de publicação da original, em 1865.
- Uma Ode de Anacreonte:

Um poema dramático, publicado na coletânea de poesias Falenas em 1870.
- A Sonâmbula, Antes da Missa e O Bote de Rapé

Contos com elementos dramáticos, todos publicados em 1878 sob o pseudônimo Eleazar no jornal O Cruzeiro.
- Diálogo dos Astros:

Crônica em forma de diálogo dramático, da série Balas de Estalo, publicada em 20 de junho de 1885.
- O Melhor Remédio (1884), Viver! (1886) e Lágrimas de Xerxes (1899)

Contos com elementos dramáticos.

## Reputação crítica
Os críticos não admiram o teatro de Machado tanto quanto seus romances e contos. Já no século XIX, por exemplo, Quintino Bocaiúva afirmava que suas peças teatrais eram mais adequadas à leitura do que à representação. Esta opinião também é aceita nos dias de hoje onde alguns veem suas comédias como possuidoras de "um tom moralizante, são bem escritas, mas pecam por um excesso de retórica, isto é, pela falta de naturalidade nos diálogos". Outra opinião atual, porém, vê que Machado era conhecedor dos elementos cênicos e teatrais e que seu repertório é visto como de valor significativo, uma vez que representa a sociedade e faz parte de um movimento interessado em criar um teatro brasileiro.